# 國立臺灣大學校史館
25°01′04″N 121°32′07″E / 25.01781°N 121.53531°E
國立臺灣大學校史館，是國立臺灣大學展示校史的展覽館，2005年成立，屬於臺大博物館群成員之一。建築於1930年落成，為臺北市市定古蹟，曾作為臺大圖書館總館。

## 歷史

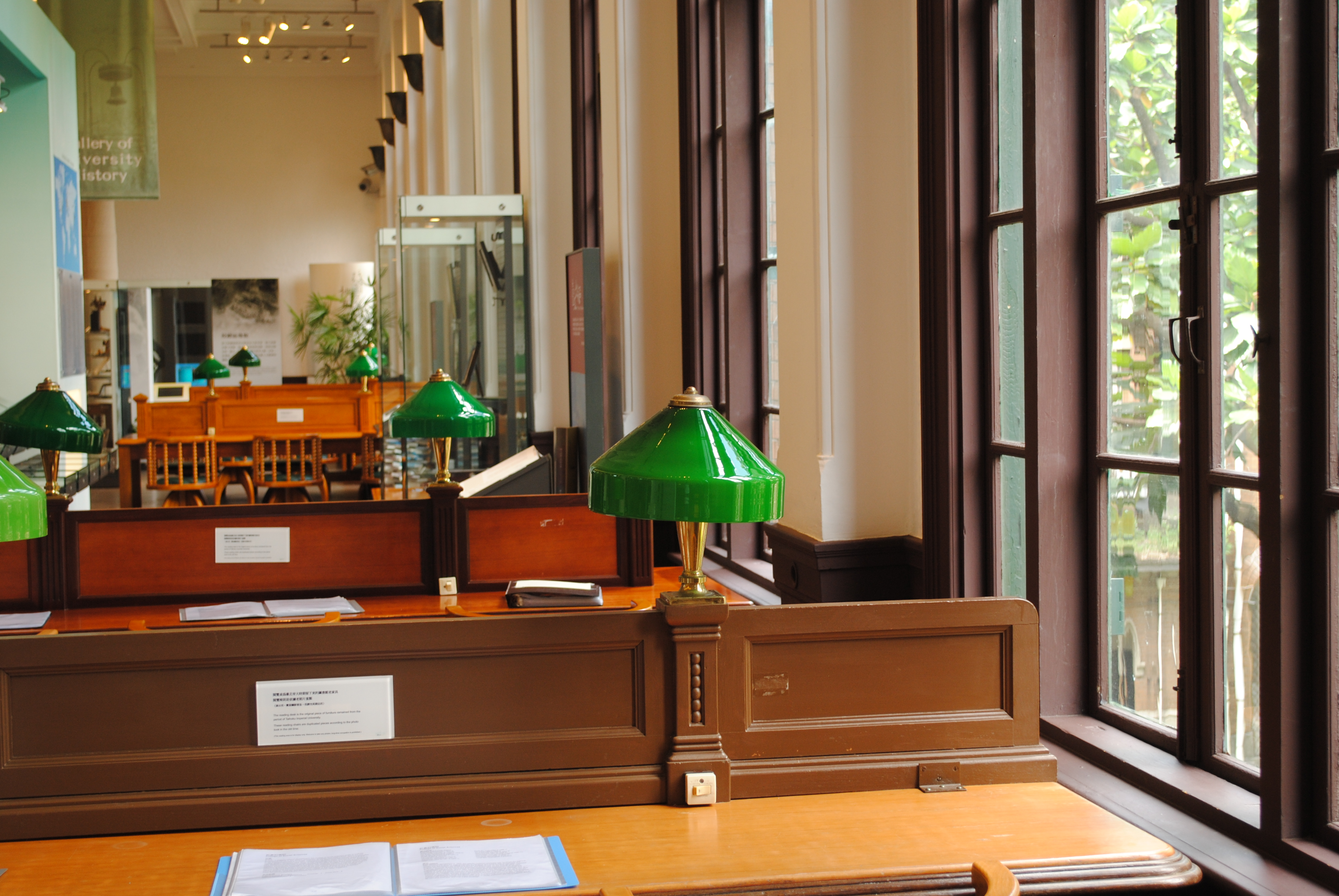
原圖書館閱覽席

台大校史館建築，於1930年1月19日完工，原為台北帝國大學附屬圖書館，戰後更名為國立臺灣大學圖書館。因館藏空間不足曾進行五次擴建；另外，老舊建築也不利設置圖書館自動化設施。台北市政府於1994年8月23日宣布圖書館為三級古蹟，1998年列為臺北市市定古蹟。
1998年11月15日，位於公館校區中心點、振興草坪旁、椰林大道端點的新總圖書館落成啟用，舊總圖書館建築轉交文學院使用。建築二樓原為中央閱覽室，圖書館遷移後曾作為戲劇系的古蹟劇場，直到2004年劇場遷移至鹿鳴堂。
臺大校史館展示廳的籌設可以追溯至2004年5月，校方委任圖書館籌組工作小組規劃校史館展示事宜，地點選在舊總圖二樓中央閱覽室。由陳維昭校長指示總務處與圖書館共同完成，總務處負責古蹟修繕與機電硬體設備，而圖書館則負責校史展示規劃與設計。2005年6月22日，歷經一年籌備，由卸任前的陳維昭主持校史館揭幕儀式。10月初，新任校長李嗣涔指派圖書館負責校史館營運；11月7日，校史館正式對外開放參觀並提供導覽服務。
2007年，校史館獲校友李華林之川流基金會捐款，設置特展廳於後棟東側二樓。為感念校友，並期勉校史特展與參觀人潮川流不息，校史館特展廳命名為「川流廳」（Chyun-liu Exhibition Hall）。該年校慶，川流廳剪綵啟用。

## 建築介紹

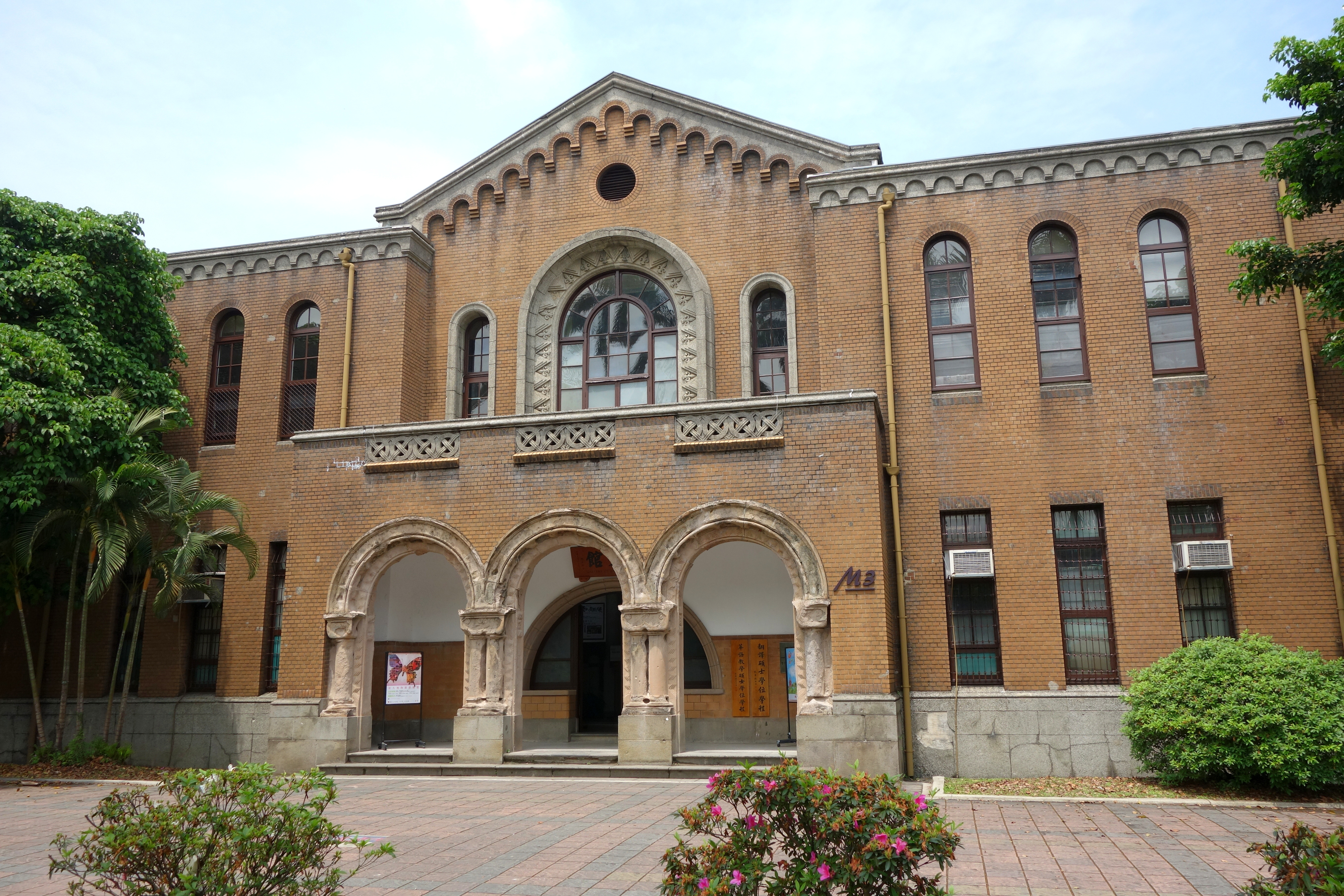
校史館建築

台大校史館建築自1930年1月19日落成以來共經歷五次增建，校史館常設展區面積約754平方公尺，川流廳約302平方公尺，辦公區域約51平方公尺。沿著館外的牆面尋找，可以看到建後形成的新舊交接面。校史館為日治時期折衷主義建築的基調，不像歐式建築般樣式華麗，而是簡潔的古典樣式風格。

### 入口

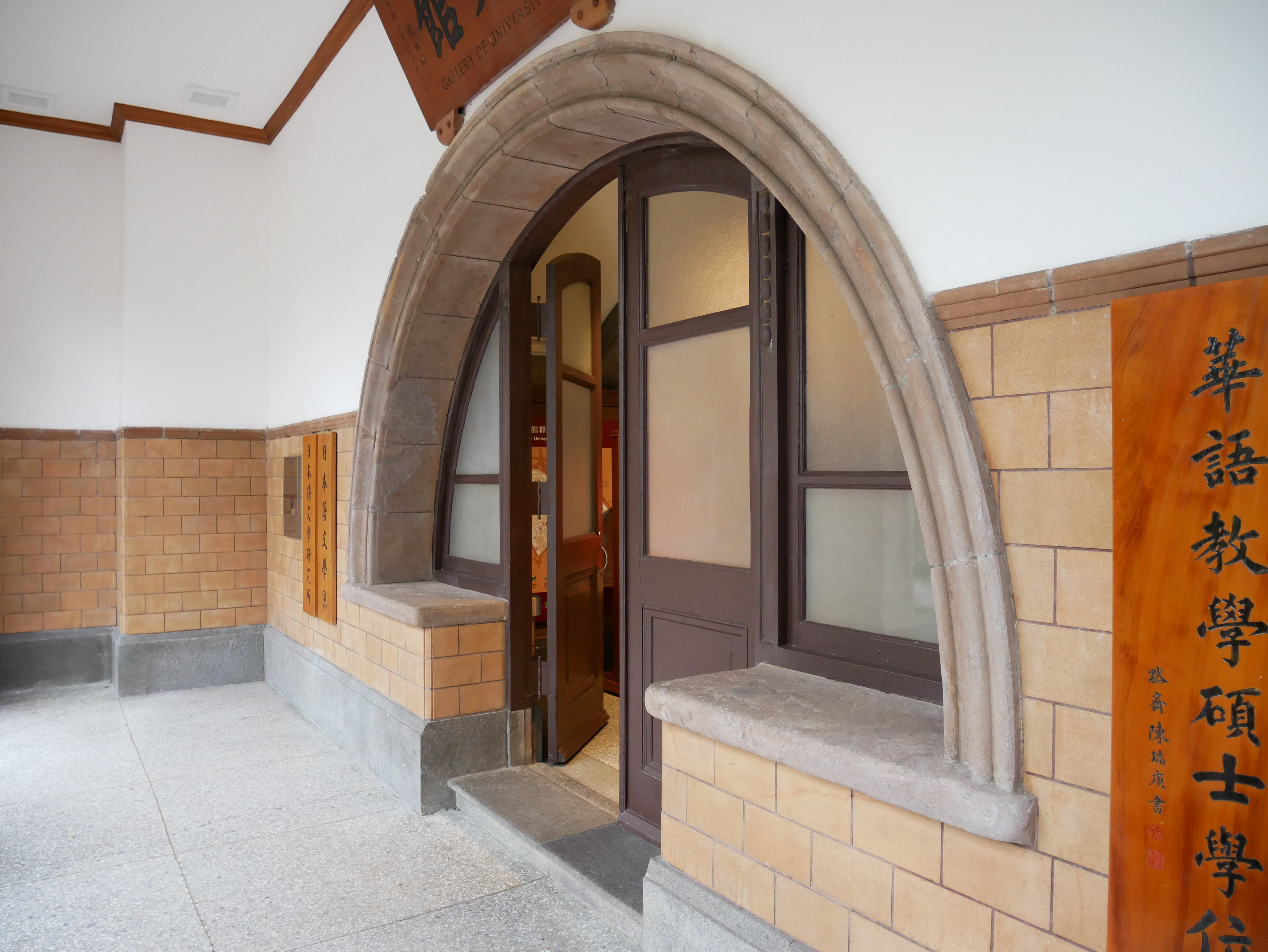
校史館入口

入口門廊以三個拱門與柱式組織，呈現出濃厚的的仿古羅馬建築風格，表達出磚石造的成種特性。拱門柱式為就地取材，以台灣本地唭哩岸石雕飾而成。

### 二樓外部
二樓立面上的大拱窗囗是同時期建築尺度最大者；開窗部收編的洗石子處理相當細緻。建築本體則以較小開口的成烈拱窗裝飾，與中央量體的拱窗尺度形成對比，除形塑不同的節奏感外，也有強化中央入口部位的作用，這種以小開窗控制建築開口，亦可視為日本人回應亞洲熱帶氣候的一種作法。

### 逸事
如同其他歷經第二次世界大戰的台大建築，校史館也留有彈痕，總共直接中彈五枚，閱覽室屋頂洞穿，天花板大壞，閱覽室及各事務室玻璃全毀，書庫鋼窗及玻璃亦多毀壞。其中1945年5月31日臺北大空襲，轟炸機將建築屋頂炸毀。

## 展示規劃

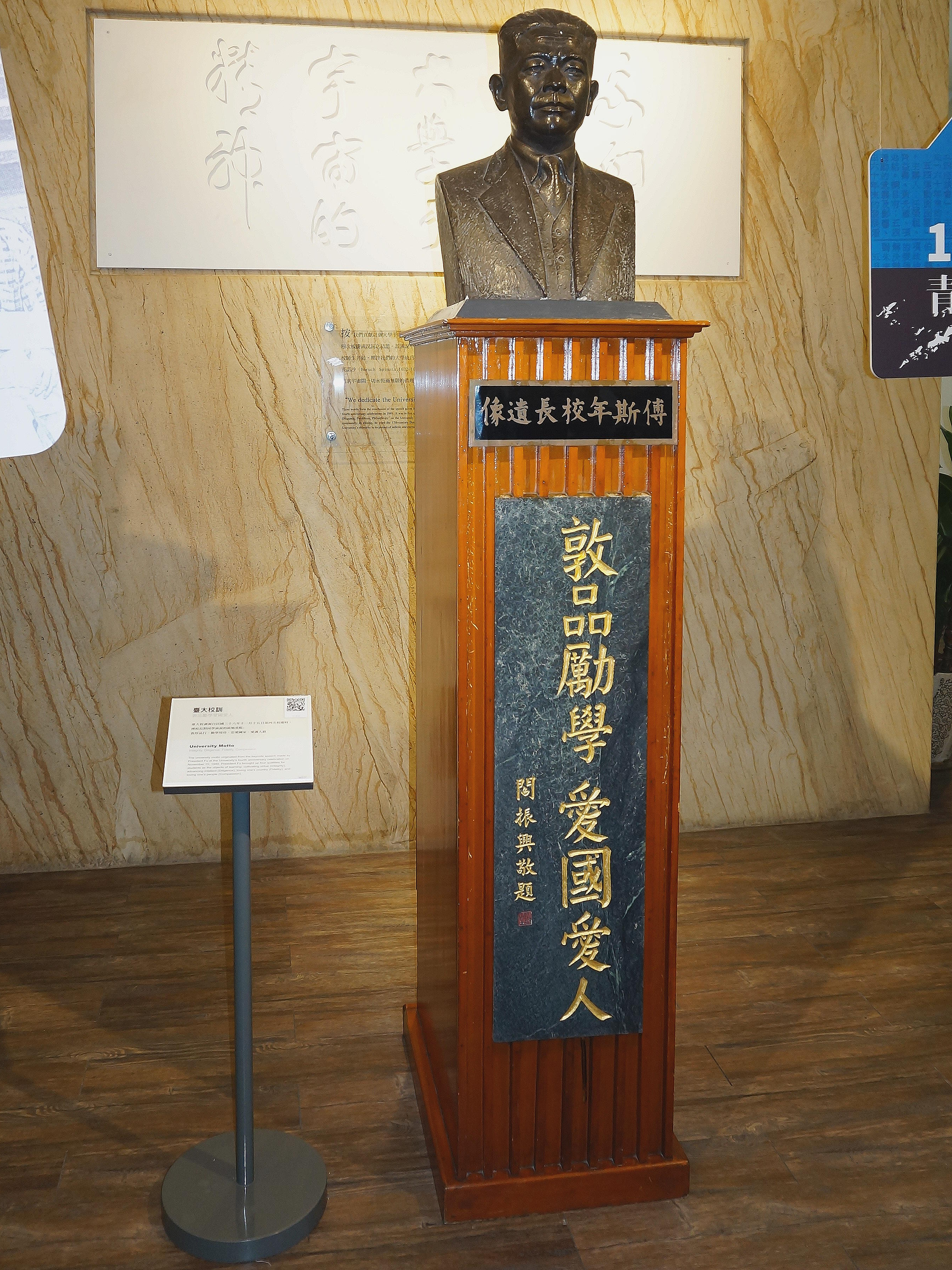
校史館2樓大廳，校訓與前校長傅斯年胸像。

臺大校史館展示主題包含臺大精神、大事紀要、學院榮耀與成就、追求卓越、社會關懷、校園生活、校園地貌與地景軌跡、博物館視窗、跨世代座標記憶、舊總圖特色及舊貌呈現等，展場陳設臺大的檔案、文物、標本實物，例如臺北帝大首任校長幣原坦的書法捲軸、帝大時期的測量儀器等。常設展區面積約754平方公尺，川流廳約302平方公尺，辦公區域約51平方公尺。

## 外部連結
- 臺大校史館官網（页面存档备份，存于）
- 臺大博物館群校史館介紹（页面存档备份，存于）
- 文化部博物館入口網臺大校史館簡介[永久]